# Wumo
Wumo, vormals Wulffmorgenthaler, ist ein Webcomic und Zeitungs-Comicstrip des dänischen Autoren-/Künstler-Duos Mikael Wulff und Anders Morgenthaler. Der Name des Strips entstand durch Zusammenfügen der Nachnamen des Duos. Eine gleichnamige satirische Fernsehserie wurde in Dänemark 2005 auf Kanal DR2 gesendet. Im Juni 2012 wurde der Name in Wumo geändert.

## Geschichte
Wumo erschien das erste Mal im Jahr 2001 als Beitrag in einem Comicstrip-Wettbewerb mit dem Namen Kalzone und wurde erst einige Stunden vor Einsendeschluss fertiggestellt. Der unter dem Pseudonym „Pernille Richter Andersson“ eingereichte Strip gewann den Wettbewerb und damit als Hauptpreis den Comicplatz für einen Monat in der Zeitung Politiken. Der Comic erschien von 2002 an regelmäßig im Kulturportal der Website von Danmarks Radio (DR), und im Oktober 2003 wurde er Teil der täglichen Ausgabe von Politiken.
Die deutsche Tageszeitung Die Welt veröffentlichte auf ihrer Website die Comicstripes von 22. November 2010 bis 27. Januar 2016.
Seit Juni 2012 erscheint Wumo täglich in Politiken (Dänemark), Aftonbladet (Schweden), Dagbladet (Norwegen), Helsingin Sanomat (Finnland) und, nur online, in De Telegraaf (Niederlande) – sowie auch auf der eigenen Website, wumo.com.
Seit November 2013 erscheint Wumo in Zeitschriften in den Vereinigten Staaten, einschließlich der Washington Post und der New York Daily News, die den Comicstrip Get Fuzzy durch Wumo ersetzt hat.
Seit März 2014 ersetzt Wumo auch den Comicstrip Doonesbury in der New York Times.

## Stil und Inhalt
Der Comic hat einen eigenen Stil, dessen Erscheinungsbild durch geschwungenen Linien und anscheinend computergenerierte Farben geprägt wird. Die meisten Comics bestehen aus nur einer einzigen Bildtafel. Dadurch werden die traditionell mehrfachen Tafeln, welche einen Zeitablauf suggerieren, vermieden. Wiederkehrende Figuren sind eher ein Running Gag denn eine legitim weitergeführte Geschichte.